# 野坂操壽 (初代)
初代 野坂 操壽（しょだい のさか そうじゅ、1905年1月22日 - 2002年2月3日）は、日本の箏曲家。勲等は勲五等。本名は野坂 操（のさか みさお）。名の「壽」は旧字体のため、新字体で初代 野坂 操寿（しょだい のさか そうじゅ）と表記されることもある。
生田流箏曲松の実會主宰、社団法人日本三曲協会相談役などを歴任した。

## 来歴

### 生い立ち
1905年1月22日、東京府東京市にて生まれた。氷川尋常小学校に在学中から箏を学んでおり、1915年より大伯母である箏曲家の松島糸壽に師事した。なお、明治時代の東京府では当初山田流の箏曲が盛んであったが、九州地方から箏曲家や地歌家が続々と上京してきたことから、一転して九州系箏曲地歌が注目を浴びるようになった。そのなかでも糸壽は九州から東京に進出した箏曲家の嚆矢とされており、野坂は糸壽から九州系箏曲地歌の手ほどきを受けた。1917年、氷川尋常小学校を卒業した。また、1923年からは箏曲家の宮城道雄に師事した。

### 箏曲家として
1923年に独立し、翌年より「野坂操壽」を名乗った。生田流箏曲松の実會を創設するとともに、生田流協会や日本三曲協会などで要職を歴任した。後進の育成にも取り組んでおり、指導した者の中から野坂惠子といった箏曲家などを輩出している。また、声楽家の永井郁子や作曲家の高木東六らと新しい音楽の会を開催するなど、伝統に囚われず新しい試みにも積極的に取り組んだ。2002年2月3日、肝硬変のため東京都渋谷区の自宅で死去した。なお、その翌年、長女の惠子が二代目操壽を襲名した。

## 略歴
- 1905年 - 東京府にて誕生。
- 1917年 - 氷川尋常小学校卒業。
- 1924年 - 野坂操壽として活動を開始。
- 2002年 - 東京都にて死去。

## 栄典
- 1980年 - 勲五等宝冠章。

## 家族・親族
- 松島糸壽（大伯母） - 箏曲家
- 二代目野坂操壽（長女）- 箏曲家

## 関連人物
- 高木東六
- 永井郁子
- 宮城道雄